# Eduardo Torres Cuevas
Eduardo Moisés Torres Cuevas (La Habana, 4 de septiembre de 1942) es un historiador, pedagogo y profesor universitario cubano, desde 2007 director de la Biblioteca Nacional de Cuba José Martí.

## Biografía
Después de graduarse como Bachiller en Ciencias y Letras en 1962, mientras trabajaba en la Refinería Ñico López, un trabajo que continuó durante seis años, empezó cursando el primer año de Ingeniería Civil, unos estudios que luego no terminaría. En 1967 se matriculó en Historia en la Universidad de La Habana, donde se licenciaría en 1973 y donde, al mismo tiempo, impartiría clases de Historia de la Filosofía como profesor graduado desde 1969. Durante su larga trayectoria como profesor universitario ha impartido numerosos cursos a grupos de diferentes facultades de la Universidad de La Habana y en otros institutos superiores y universidades del país. En 1980 obtuvo la categoría docente de profesor titular, y en 1990 el grado académico de doctor en Ciencias Históricas. Posee además la categoría de investigador titular. Como profesor invitado, ha dictado cursos y conferencias en universidades de París y Perpiñán (Francia) y en las alemanas de Leipzig y Rostock, y como profesor asociado en la francesa de Aix en Provence. Ha impartido cursos y conferencias, y participado en diversos congresos en universidades nacionales y extranjeras.
Sus escritos han sido publicados en varias revistas, entre las que se encuentran el Anuario de Estudios Martianos, Casa de las Américas, Contracorriente, Debates Americanos, Del Caribe, Revista de la Biblioteca Nacional «José Martí», Santiago, Universidad de La Habana, Alma Mater, Bohemia, El Caimán Barbudo, Correo de Cuba, La Gaceta de Cuba, Revolución y Cultura, Opus Habana, la mexicana Cuadernos Americanos y la revista española L'Avenc.
Es miembro de diversos institutos y comisiones nacionales cubanas y de consejos editoriales de revistas. También es miembro de la Unión Nacional de Historiadores de Cuba (UNHIC), de la Asociación de Historiadores del Caribe (ADHILAC), de la Unión Nacional de Escritores y Artistas de Cuba (UNEAC) y de la Academia de Ciencias de Nueva York.
En febrero de 2006 fue elegido miembro numerario de la Academia Cubana de la Lengua. Y desde abril de 2007 es director de la Biblioteca Nacional de Cuba José Martí.

## Reconocimientos
Entre los reconocimiento y distinciones obtenidos se encuentran:
- Orden Nacional de la Legión de Honor (Francia)
- Distinción por la Cultura Nacional (1996) del Ministerio de Cultura de Cuba
- Orden Frank País (1999), concedida po el Consejo de Estado de Cuba
- Medalla Fernando Ortiz otorgada por la Oficina del Historiador de la Ciudad de La Habana
- Orden Carlos J. Finlay (2000) por el Consejo de Estado de Cuba
- Premio Nacional de Ciencias Sociales (2000)
- Premio Nacional de Historia (2005) de la Unión de Periodistas de Cuba.

## Publicaciones
- Antología del pensamiento medieval (1975)
- José Antonio Saco. Acerca de la esclavitud y su historia (1982)
- Historia de la Universidad de La Habana, 2 vols., con Ramón de Armas y Ana Cairo (1984)
- La polémica de la esclavitud. José Antonio Saco (1984)
- El alma visible de Cuba: El Partido Revolucionario Cubano (1984)
- Esclavitud y sociedad, amb Eusebio Reyes Fernández (1986)
- Obispo Espada. Ilustración, reforma y antiesclavismo (1990)
- Félix Varela. Los orígenes de la ciencia y con-ciencia cubanas (1995)
- Antonio Maceo: las ideas que sostienen el arma (1995)
- La historia y el oficio de historiador (1996)
- Obras. Félix Varela, 3 vols (1997)
- Historia de Cuba. 1492-1898. Formación y liberación de la nación en colaboración con O. Loyola Vega (2001)
- José Antonio Saco. Obras, 5 vols., introducción y selección (2001)
- José Antonio Saco. Historia de la esclavitud, 6 vols., introducción y selección (2002)
- Nueva versión de Obispo Espada. Obras, introducción y selección (2003)
- Historia del Pensamiento Cubano, vol. I “Formación y liberación del pensamiento cubano” (1510-1867)”, tomo 1 “Orígenes y formación del pensamiento cubano” (2004); tomo 2 “Polémicas formadoras del pensamiento cubano (1790-1867) (2005)
- Historia de la masonería cubana. Seis ensayos (2005)
- Sartre-Cuba. Cuba-Sartre. Huracán, surco, semillas (2005)
- Los jesuitas en Cuba, con Edelberto Leiva, publicado en edición digital por las fundaciones Ignacio Larramendi y Mapfre América en la obra Tres grandes cuestiones de la Historia de Iberoamérica, (2005)